# Serendipity (bài hát của BTS)
"Serendipity" là một bài hát của nhóm nhạc nam Hàn Quốc BTS và là bài hát solo của thành viên Jimin trong mini album thứ năm của nhóm, Love Yourself: Her (2017). Ban đầu nó được phát hành dưới dạng kỹ thuật số vào ngày 8 tháng 9 năm 2017 như bài hát giới thiệu, với phiên bản đầy đủ được phát hành vào ngày 24 tháng 8 năm 2018. Nó được viết bởi "hitman" bang, Ashton Foster, Ray Michael Djan Jr., RM và Slow Rabbit, người cũng được ghi nhận là nhà sản xuất.

## Bối cảnh và phát hành
Theo nhà văn Ray Michael Djan Jr., "Serendipity" bắt đầu như một đoạn văn đầy sâu sắc, ý nghĩa. Các nhà sản xuất tập trung vào việc tạo ra một giai điệu mạnh mẽ cho bài hát vì lời bài hát thường được thay đổi từ tiếng Anh sang tiếng Hàn.
Khi đoạn giới thiệu được phát hành, cả "Jimin" và "Serendipity" đều trở thành cụm từ xu hướng trên toàn thế giới. Trong một chương trình phát sóng trên V Live, RM đã tiết lộ mục tiêu của Jimin với bài hát là "thúc đẩy bản thân với tư cách là một ca sĩ", kết quả là anh đã đến gặp RM để xin lời khuyên. RM cũng đã trình chiếu một phân đoạn ngắn của anh cho bài hát. Khi video âm nhạc được phát hành, nó đã đạt được hơn 7 triệu lượt xem và 1 triệu lượt thích trong 24 giờ.

## Quảng bá
Video âm nhạc được phát hành dưới dạng một đoạn giới thiệu cho mini album sắp phát hành của nhóm, Love Yourself: Her. Bài hát đã được quảng bá tại KBS Song Festival năm 2018 vào ngày 29 tháng 12 năm 2018.

## Video âm nhạc
Video âm nhạc được đạo diễn bởi Choi Yongseok và Lee Wonju của Lumpens, với vũ đạo cho bài hát được tạo ra bởi Brian Puspos, người đã từng làm việc với BTS trong "Butterfly".

## Sáng tác
Về mặt âm nhạc, bài hát được mô tả là gợi cảm và nhẹ nhàng, với thể loại R&B. Thể loại này được gọi là alternative R&B bởi Billboard, với phiên bản giới thiệu có độ dài 2:20 phút và phiên bản đầy đủ là 4:36 phút. Bài hát được sáng tác trong thang nhạc A ♭ trưởng và có 87 nhịp mỗi phút. Với lời bài hát trung lập về giới tính, nó nói về việc theo đuổi ước mơ, tình yêu, danh tính và mục đích của bạn.

## Đón nhận
"Serendipity" đã nhận được sự hoan nghênh của giới phê bình, với IZM nói rằng "'Serendipity' có một chất lượng như mơ đối với nó, làm sáng tỏ niềm vui, niềm tin và sự tò mò của tình yêu". Chester Chin từ star2 nói rằng bài hát là một "bản ballad nhẹ nhàng và gợi cảm [và] một màn thể hiện tinh tế về sự trưởng thành của nhóm". Phiên bản giới thiệu của bài hát đã bán được 114,128 bản kỹ thuật số tại Hàn Quốc, trong đó phiên bản đầy đủ đạt vị trí số 29 về doanh số kỹ thuật số tại Hoa Kỳ và bán được hơn 10,000 bản. Ở Canada, phiên bản đầy đủ cho bài hát đứng ở vị trí số 39 sau khi phát hành cho các bài hát bán chạy nhất và là bài hát bán chạy thứ tám trên toàn thế giới.

## Bảng xếp hạng
| Bảng xếp hạng (2017)               | Vị trí cao nhất |
| ---------------------------------- | --------------- |
| New Zealand Heatseaker (RMNZ)      | 8               |
| South Korea (Gaon)                 | 18              |
| South Korea (K-pop Hot 100)        | 7               |
| US World Digital Songs (Billboard) | 2               |

| Bảng xếp hạng (2018)                        | Vị trí cao nhất |
| ------------------------------------------- | --------------- |
| Canadian Hot Digital Song Sales (Billboard) | 39              |
| French Downloaded Singles (SNEP)            | 93              |
| Hungary (Single Top 40)                     | 19              |
| South Korea (Gaon)                          | 77              |
| South Korea (K-pop Hot 100)                 | 9               |
| Scotland (OCC)                              | 78              |
| Anh Quốc Download (OCC)                     | 64              |
| Hoa Kỳ Digital Song Sales (Billboard)       | 29              |

## Lịch sử phát hành
| Quốc gia | Ngày             | Định dạng                       | Phiên bản  | Hãng đĩa       |
| -------- | ---------------- | ------------------------------- | ---------- | -------------- |
| Toàn cầu | 18 tháng 9, 2017 | Tải kỹ thuật số phát trực tuyến | Giới thiệu | Big Hit [ 30 ] |
| Toàn cầu | 24 tháng 8, 2018 | Tải kỹ thuật số phát trực tuyến | Đầy đủ     | Big Hit [ 30 ] |